# Software602
Software602® je česká akciová společnost se sídlem v Praze. Zabývá se vývojem, prodejem licencí a implementací softwarových produktů a služeb pro digitalizaci procesů s elektronickým podpisem a archivací, digitalizaci formulářů na přepážkách nebo portálech s automatizovaným zpracováním a výměnou datových zpráv v důvěryhodných transakcích. 
Společnost byla založena v lednu 1991 autory textového editoru Text602. Číslo 602® v názvu je pořadové číslo základní organizace Svazarmu, na jejíž půdě byl textový editor v komunistickém Československu vyvíjen jako jedno z prvních počítačových autorských děl. Textový editor T602 ve své době rychle získal dominantní postavení na českém trhu a „602jka“ po něm rychle uvedla na trh další produkty zejména souborový manažer M602 a první elektronickou poštu Mail602. Okamžitě po rozdělení republiky firma založila pobočku na Slovensku. V březnu 1995 se původní společnost s ručením omezeným stala akciovou společností, jeden ze zakladatelů Richard Kaucký o rok později od svých partnerů odkoupil podíly, převzal firmu a zůstal až do současnosti majoritním vlastníkem.

## Historie Software602
1989 – Text602 alias T602 (první český textový editor autorů Siska-Kaucky-Siska)
1991 – Založení Software602 autory Text602
1992 – M602 a Mail602 (první česká elektronická pošta), koupen zdrojový kód z USA pro Windows editor
1993 – WinText602 a WinBase602 (první české Windows aplikace) 
1994 – Založení firmy Editel (první česká elektronická fakturace a platební styk) a dceřiné firmy System602 pro prodej komunikačního hardware
1995 – Transformace Software602 s.r.o. na akciovou společnost, Richard Kaucký získává ocenění Osobnost roku české informatiky
1996 – Richard Kaucký při prodeji Editel Deloitte přebírá od partnerů 100 % Software602, dokončen 602Pro Internet (Internet sharing a e-mail se zahájením lokalizace do angličtiny), založení pobočky pobočku v USA
1997 – Realizace první české IPO pro získání prostředků na online prodej lokalizovaných produktů na Internetu; uvedení Print2PDF (první produkt Software602 pro PDF konverzi)
2000 – 602PC SUITE a 602LAN SUITE (první freeware na desktop a server s velkou popularitou na největším americkém serveru download.com)
2004 – 602XML (první specializovaný formulářový prohlížeč pracující s XML daty, elektronickým podpisem a WYSIWYG prezentační vrstvou)
2006 – 602XML FormServer (první server pro správu XML formulářů)
2007 – Spuštěn Czech POINT (s centrální správou XML formulářů provozovaných agend)

2009 – Spuštěny Datové schránky, kde transakční jádro a rozhraní veřejných Web Services vyvíjí původní tým WinBase602/602SQL

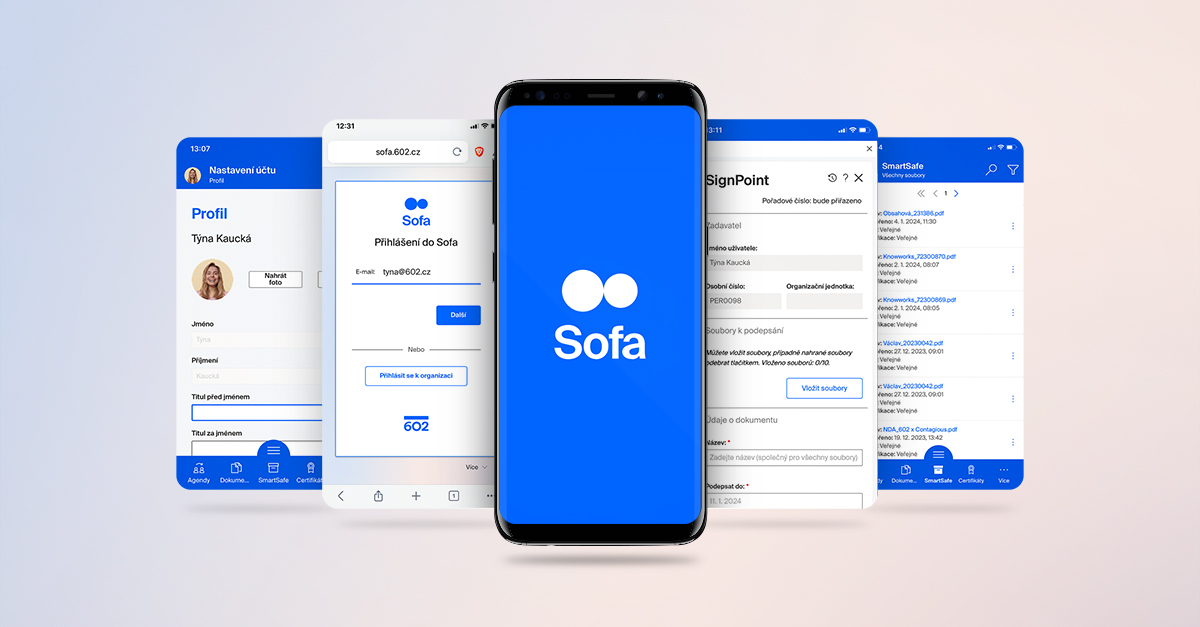
Aplikace Sofa v mobilním zařízení

2010 – Konverze na Czech POINT, převod dceřinné firmy System602 na callcentrum, zrušení pobočky v USA
2011 – SecuStamp.com (první aplikace Software602 v cloud pro digitální kontinuitu a podporu práce s elektronickými podpisy podle norem ETSI)
2012 – FormApps (nástupce 602XML), první aplikační server pro online formuláře FormApps, první mobilní aplikace pro formuláře s elektronickým podpisem
2013 – Sjednocení formulářového, dokumentového a procesního know-how do aplikační platformy FormFlow
2014 – Sjednocení know-how digitalizace dokumentů s konverzí formátů PDF/A do platformy Long-Term Docs
2015 – Účinné evropské nařízení eIDAS (elektronická identita a digitální dokumenty s právním účinkem napříč EU), uvedení aplikace Signer
2016 – Nová generace služeb SecuSign pro eIDAS, zisk certifikace kvalifikovaného poskytovatele služeb vytvářejících důvěru pro všechny členské státy EU (služby Validation a Preservation), přiznán EU patent autorizace dat se zvýšenou úrovní zabezpečení s implementací
2017 - Implementace GDPR, které platí v květnu následujícího roku a spuštění první aplikaci Sofa v Azure
2018 – Zahájena migrace na nový systém datových schránek
2019 - Zavedení vzdálené služby eIDAS SecuSign a SecuSeal (Remote Signing & Sealing), migrace centrály Czech POINT do nového státního datacentra s výhledem na provoz v režimu geoclusteru
2020 – Vývoj mobilního klíče 602Key pro potvrzování podpisů a transakcí, spuštěn vývoj technologie ROBON® a vývoj digitalizační platformy Sofa s totální integrací do Microsoft 365 a mobilních zařízení; příprava nové identity Software602 pro první dekádu dalších třiceti let

## Současnost
Heslo společnosti Software602 je „Jednoduše. Digitálně.“ V roce 2025 měla přes 130 zaměstnanců. Ročně alokuje desítky milionů Kč do výzkumu a vývoje. Vyvíjené produkty a služby jsou primárně zaměřené na střední a velké podniky i korporace v komerčním sektoru a velké úřady ve státním sektoru se stovkami zaměstnanců. Typicky se jedná:
- Implementace elektronického podpisu s plnou integrací do Microsoft 365 v procesech smluvních a pracovněprávních vztahů, v administrativě a HR.

- Implementace digitální archivace elektronicky podepsaných dokumentů a datových zpráv pro zavedení práce s čistě elektronickými dokumenty.

- Implementace formulářového rozhraní pro automatizaci komunikace s občany a zákazníky na čistě digitální bázi.

- Implementace transakčního elektronického doručování dokumentů a dat s garancí autenticity obsahu, identifikací odesílatele i příjemce a času doručení.

- Implementace digitalizace agend na přepážkách pro příjem i výdej autorizovaných listinných a elektronických dokumentů.

Cloud služby Software602

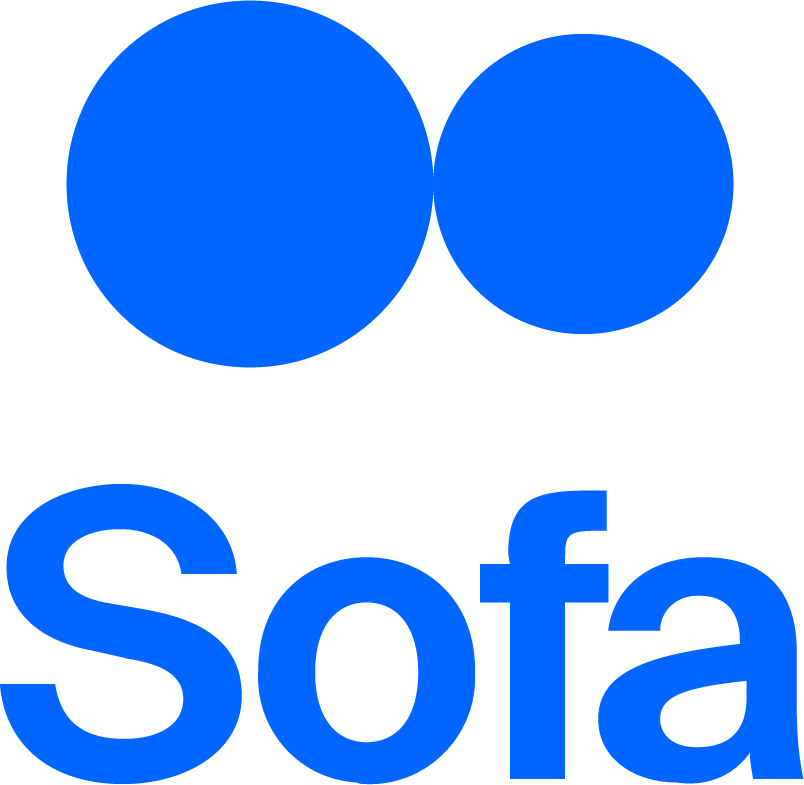
Aplikace Sofa

Sofa (digitalizační platforma) s podporou elektronických podpisů s kvalifikovanými certifikáty, s Bank iD SIGN a s certifikáty SignMaster®CA, podpisové workflow Sofa SignPoint®
Podepsat.Online (elektronický podpis s certifikáty SignMaster®CA)
On-Premises produkty Software602®
SecuSign (Windows Server), 602Key (Android, iOS)
Signer (Windows, macOS, Android, iOS), eToken (Windows, macOS)
Long‑Term Docs (Windows Server)
FormApps (Windows Server)
FormFlow (Windows Server, Windows SQL Server)
FormFiller (Windows)